# لعنة الزمن (فلم)
لعنة الزمن هو فيلم مصري عرض عام 1979، بطولة فريد شوقي وعادل أدهم وبوسي، الفيلم مقتبس عن مسرحية (وفاة بائع متجول) للأديب الأمريكي أرثر ميلر ومن إخراج أحمد السبعاوي.

## قصة الفيلم
يستغني عطية عن صديقه الأسطى حسن عامل المطبعة التي يتملكها. يتصدى الأسطى حسن مع عمال المطبعة لعطية الذي يدبر حريقًا في المطبعة ويتهم فتحي ابن حسن بجريمة إشعال الحريق حتى يفرق بينه وبين ابنته سهير، يهرب فتحي ويطارده عطية فيطلق الرصاص عليه ويهرب.

## طاقم التمثيل
- فريد شوقي: (الأسطى حسن)
- عادل أدهم: (عطية)
- بوسي: (سهير)
- صلاح السعدني: (محمود - ابن حسن)
- خالد زكي: (فتحي - ابن حسن)
- إجلال زكي: (راوية)
- حسين الشربيني: (وكيل النيابة)
- سعيدة جلال: (الراقصة)
- عدوي غيث: (والد رجب)
- رشوان مصطفى: (مأمور سجن الاستئناف)
- نعيم عيسى: (مدبولي الفرّان)
- لويس يوسف: (رجب)
- مختار السيد
- صالح الإسكندراني: (سفرجي بمنزل عطية)
- محمد أبو حشيش
- محمد الرملي
- عبد المنعم النمر: (ضابط شرطة)

## فريق العمل
- إخراج: أحمد السبعاوي
- قصة: مقتبس عن مسرحية (وفاة بائع متجول) للأديب الأمريكي أرثر ميلر
- سيناريو وحوار: فيصل ندا
- مدير التصوير: علي خير الله
- مونتاج: صلاح عبد الرازق
- موسيقى تصويرية: فؤاد الظاهري
- إنتاج: أفلام جمال التابعي
- توزيع داخلي: أفلام جمال التابعي
- توزيع خارجي: الشركة اللبنانية للتجارة والاستثمار السينمائي (صبّاح إخوان)